# Central Falls
Central Falls és una ciutat del Comtat de Providence a l'estat de Rhode Island dels Estats Units d'Amèrica.

## Demografia
Segons el cens de l'u de juliol de 2009 Central Falls tenia 18.716 habitants. Segons el cens del 2000 tenia 18.928 habitants, 6.696 habitatges, i 4.359 famílies. La densitat de població era de 6.039,8 habitants per km².
Dels 6.696 habitatges en un 38,9% hi vivien nens de menys de 18 anys, en un 36,4% hi vivien parelles casades, en un 21,6% dones solteres, i en un 34,9% no eren unitats familiars. En el 29,3% dels habitatges hi vivien persones soles el 12,7% de les quals corresponia a persones de 65 anys o més que vivien soles. El nombre mitjà de persones vivint en cada habitatge era de 2,74 i el nombre mitjà de persones que vivien en cada família era de 3,38.
Per edats la població es repartia de la següent manera: un 29,2% tenia menys de 18 anys, un 11,8% entre 18 i 24, un 31,6% entre 25 i 44, un 15,8% de 45 a 60 i un 11,5% 65 anys o més.
L'edat mitjana era de 30 anys. Per cada 100 dones de 18 o més anys hi havia 93,7 homes.
La renda mitjana per habitatge era de 22.628$ i la renda mitjana per família de 26.844$. Els homes tenien una renda mitjana de 23.854$ mentre que les dones 18.544$. La renda per capita de la població era de 10.825$. Aproximadament el 25,9% de les famílies i el 29% de la població estaven per davall del llindar de pobresa.

## Poblacions properes
El següent diagrama mostra les poblacions més properes.